# Chrystus na krzyżu (obrazy El Greca z 1605)
Chrystus na krzyżu – obraz hiszpańskiego malarza pochodzenia greckiego Dominikosa Theotokopulosa, znanego jako El Greco.

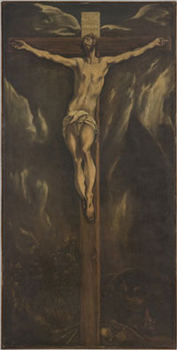
Chrystus na krzyżu późniejsza wersja z 1610 roku z Philadelphia Museum of Art

Motyw Chrystusa na krzyżu jest najczęściej podejmowanym tematem przez El Greca. Obrazy powstawały w całym okresie twórczym i na ich podstawie krytycy odkrywają proces przemian stylu artysty, zmiany jego koncepcji artystycznej i filozoficznej. W 1605 roku El Greco tworzy kolejną wersję Chrystusa na krzyżu. We wcześniejszych wersjach artysta skupiał się na Chrystusie i jego męce, a w starszych dodawał elementy drugiego planu: panoramę miasta, drogę do niego, kilku jeźdźców i rozsypane pod krzyżem ludzkie piszczele.
Obraz, obecnie w filadelfijskich zbiorach, został zamówiony 25 sierpnia 1606 roku do kaplicy los Ubada de San Gibes w Toledo.

## Opis obrazu
W 1605 roku El Greco dokonuje zmianę w kompozycji tematu. Jezus nadal otulony jest burzowymi chmurami, lecz jego ciało jest niepomiernie wydłużone, twarz ma typowy bizantyjski wygląd a głowa skierowana jest w stronę widza. U jego stóp El Greco umieszcza dodatkowo dwie nowe postacie: Marię i św. Jana. Oboje stoją po lewej stronie. Głowa Marii zakrywa chusta spod której ukazuje się trójkątna zbolała twarz. Jej ręka wzniesiona jest w kierunku Jana jakby szukała oparcia pod ciężarem bólu nieszczęścia. Apostoł reaguje na gest Marii i zwraca się ku niej. Jego głowa androginiczna zawieszona jest na nienaturalnie wydłużonej szyi. Po drugiej stronie krzyża widoczne są poszczególne budynki Toleda i droga z jeźdźcami na koniach, tymi samymi co we wcześniejszych wersjach Chrystusa na krzyżu.